# Václav Drobný
Václav Drobný (Mělník, 9 settembre 1980 – Špindlerův Mlýn, 28 dicembre 2012) è stato un calciatore ceco, di ruolo difensore.
È deceduto a 32 anni, il 28 dicembre 2012, a seguito delle ferite riportate dopo essersi schiantato contro un albero con una slitta, mentre si trovava in vacanza a Špindlerův Mlýn.

## Carriera

### Club
Comincia la carriera professionistica nel Chmel Blšany, squadra ceca in cui rimarrà fino al 2002 collezionando 78 presenze e una rete in campionato.
Nel 2002 si trasferisce allo Strasburgo dove gioca da titolare.
Nel 2004 è ceduto in prestito agli inglesi dell'Aston Villa squadra di Birmingham. Non gioca neanche una partita da titolare e l'Aston Villa conclude il campionato al 10º posto.
Passa quindi ai cechi dello Sparta Praga. Qui non gioca una partita e lo Sparta perde il campionato da campione in carica. In Coppa perde prima della finale.
Viene ceduto in prestito a gennaio allo Jablonec 97 dove gioca da titolare senza segnare, chiudendo la stagione ai bianco-verdi al centro classifica.
Torna nel 2006 allo Sparta Praga e vi rimane fino al 2007 quando viene acquistato dai tedeschi dall'Augusta. Nel 2006 la squadra praghense vince il campionato e la coppa conquistando il double. Ai granati giocherà 15 incontri segnando un gol.
All'Augusta gioca una parte di stagione da titolare collezionando 15 partite di 2. Fußball-Bundesliga e siglando una rete.
Viene acquistato nel mercato di riparazione dalla squadra slovacca dello Spartak Trnava dove sfiora la Coppa di Slovacchia (persa 1-0 contro l'Artmedia Petržalka). Gioca 15 incontri segnando un gol, prima di tornare a gennaio in patria al Bohemians Praga nel 2010.

### Nazionale
È stato capitano della Nazionale ceca Under-21 Campione d'Europa nel 2002.